# Voyage de l'Hermione

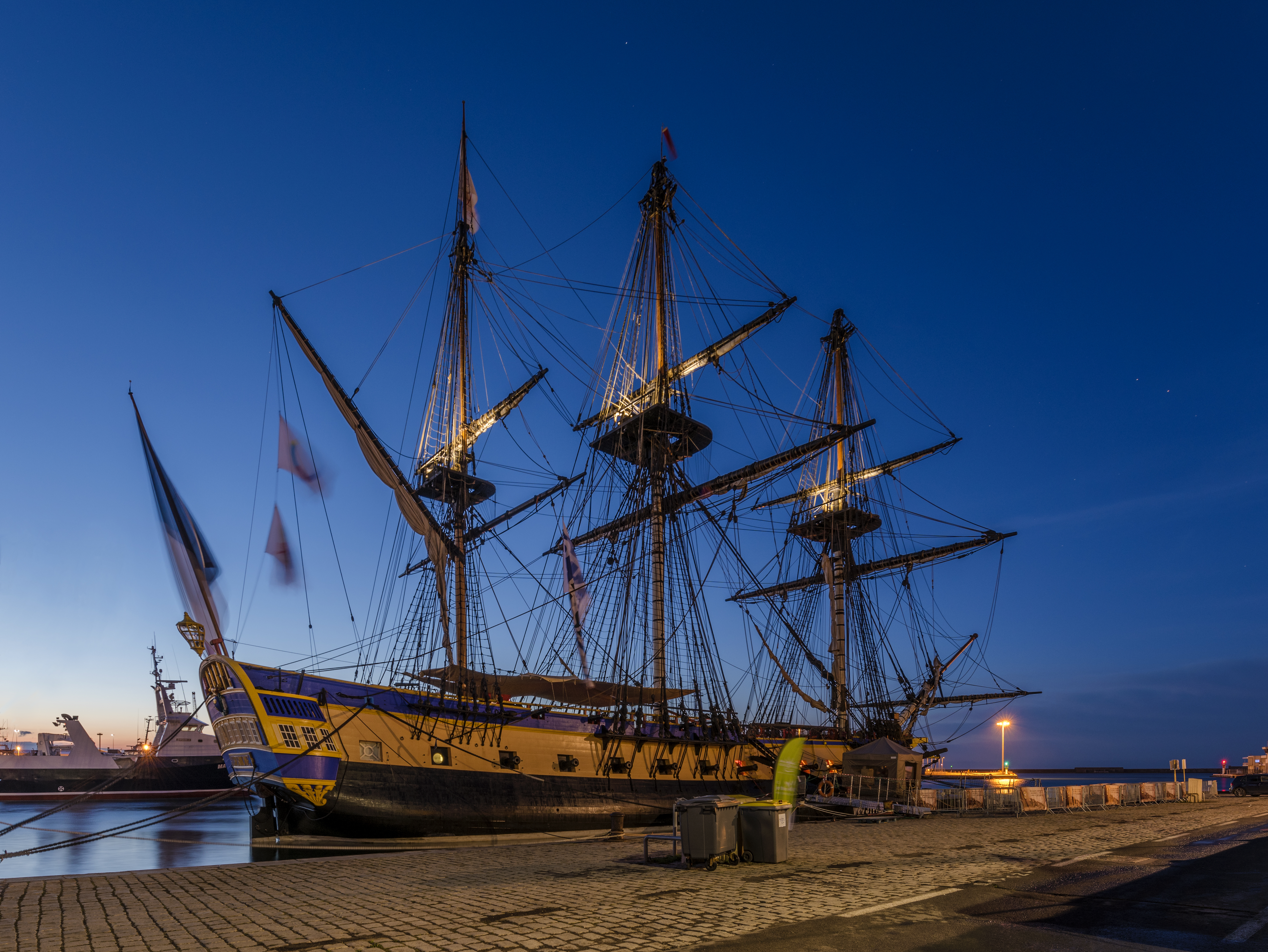
La frégate Hermione au port de Sète en 2018.

Le voyage de l'Hermione de 2015 est un périple de quatre mois sur les traces du marquis de La Fayette. Réalisé pour lui rendre hommage, il cherche à conserver la mémoire d’une solidarité entre la France et les États-Unis. Le 10 mars 1780, le marquis de La Fayette prend route pour l’Amérique sur la frégate de l'Hermione avec aux commandes Louis-René-Madeleine Levassor de La Touche. Après un voyage d’à peu près un mois, il arrive enfin à Boston. 235 années après celui-ci, l'Hermione reprend vie grâce à de nombreux artisans qui se sont associés pour pouvoir reproduire le bateau.  
Il aura fallu 18 ans, 25 kilomètres de cordage, 1 000 poulies, 2 200 m2 de voilure, un mât de 54 mètres de haut, 1 tonne d'étoupe pour le calfatage, 32 canons et enfin une ancre de 4 mètres de haut pour pouvoir concrétiser ce projet. La reconstruction de ce navire a connu des difficultés, notamment au niveau du financement qui a atteint les 26 millions d'euros (hors coût du voyage). Cette somme a été réunie grâce à des dons généreux de collectivités locales et territoriales, sponsors et autres mécènes ainsi que plus de 4 millions de visiteurs. Le voyage aura coûté 6 millions d'euros, dont 50 % proviennent d'une association américaine du nom de Friends of Hermione-La Fayette in America.

## But du voyage
Le voyage a été effectué dans le but de conserver la mémoire du marquis de La Fayette. Le but était aussi de proposer aux jeunes une expérience riche ainsi que des outils pour renforcer leurs capacités entrepreneuriales dans les secteurs du numérique, de la création artistique, de l'économie sociale et solidaire ou encore de l'environnement. Ce voyage permet aussi d'avoir un échange culturel entre les matelots venus du monde entier, qui sont ainsi amenés à partager de nombreuses valeurs telles que la liberté, la solidarité et la paix.      

## L'équipage

### La composition
L'Hermione est commandée par Yann Cariou, qui avait déjà fait de nombreux voyages et avait été commandant sur de grands bateaux comme le Belem ou l'Étoile. Son équipage était composé de 15 marins professionnels, 56 gabiers volontaires et 7 autres personnes qui occupaient les postes de cuisiniers, techniciens, journalistes, organisateurs, volontaires… La frégate avait aussi à son bord des officiers tels que le second capitaine, le lieutenant de navigation, le lieutenant canonnier, un chef mécanicien et enfin un autre qui s'occupait des relations entre le bateau et les médias ou partenaires.
Dans tout ce voyage, l'Hermione aura comptabilisé plus de 150 gabiers dans son équipage. Ici, les gabiers viennent de tous les pays (Arménie, Belgique (Wallonie, Bruxelles), Bénin, Burkina Faso, Cambodge, Cameroun, Canada (Nouveau-Brunswick, Québec), Cap Vert, Centrafrique, Comores, Congo-Brazzaville, Congo-Kinshasa, Côte d’Ivoire, Djibouti, Égypte, France, Gabon, Guinée, Haïti, Maurice, Madagascar, Mali, Maroc, Mauritanie, Moldavie, Niger, Sénégal, Suisse, Tchad, Togo, Tunisie et Vietnam) et sont les matelots chargés des manœuvres des voiles, de l'entretien du gréement, des manœuvres, des ancres et des embarcations.

### La vie à bord
L'équipage de l'Hermione est divisé en trois groupes composés de 18 personnes nommés « tiers » qui portent le nom de bâbord, milieu et tribord, et qui vont chacun occuper leur poste durant une période de 4 heures appelée « quart ». Chaque tiers est dirigé par 2 matelots professionnels, 1 chef de tiers et 1 adjoint. Pendant ce quart, les matelots vont assurer diverses fonctions comme l'aide à la cuisine, la veille extérieure, l'entretien du navire, la manœuvre des voiles, les rondes incendies, la barre ou encore l'encadrement des visites du public.  
Chacun des marins doit aussi participer aux différents exercices indispensables à la vie d'un matelot comme la sécurité, le sauvetage d'un homme à la mer, l'évacuation ainsi que les manœuvres d'urgence. Durant leur temps de repos, les marins peuvent apprendre des chants marins, participer aux ateliers voiles et navigation, aux jeux de cartes ou encore dormir. Aucune journée ne se ressemble ; en effet l'équipage pouvait avoir une belle journée ensoleillée avec un vent favorable, ou au contraire une journée avec un très mauvais temps (tempêtes, fortes pluies) et des grosses vagues qui rendent le travail des marins beaucoup plus difficile. 

## Les étapes du voyage
Ce voyage comporte 18 étapes : 
- L’île d'Aix le 18 avril 2015
- Les Canaries du 1 au 6 mai 2015
- Yorktown du 5 au 7 juin 2015
- Mount Vernon le 9 juin 2015
- Alexandria du 10 au 12 juin 2015
- Annapolis du 15 au 17 juin 2015
- Baltimore du 19 au 21 juin 2015
- Philadelphie du 25 au 28 juin 2015
- New York du 1 au 4 juillet 2015
- Green Port du 6 au 7 juillet 2015
- Newport du 8 au 9 juillet 2015
- Boston du 11 au 12 juillet 2015
- Castine du 14 au 15 juillet 2015
- Haliphax/Lunemburg le 18 juillet 2015
- Saint Pierre et Miquelon le 23 juillet 2015
- Brest du 10 au 17 août 2015
- Bordeaux du 20 au 26 août 2015
- Rochefort le 29 août 2015